# Горюша (Домжале)

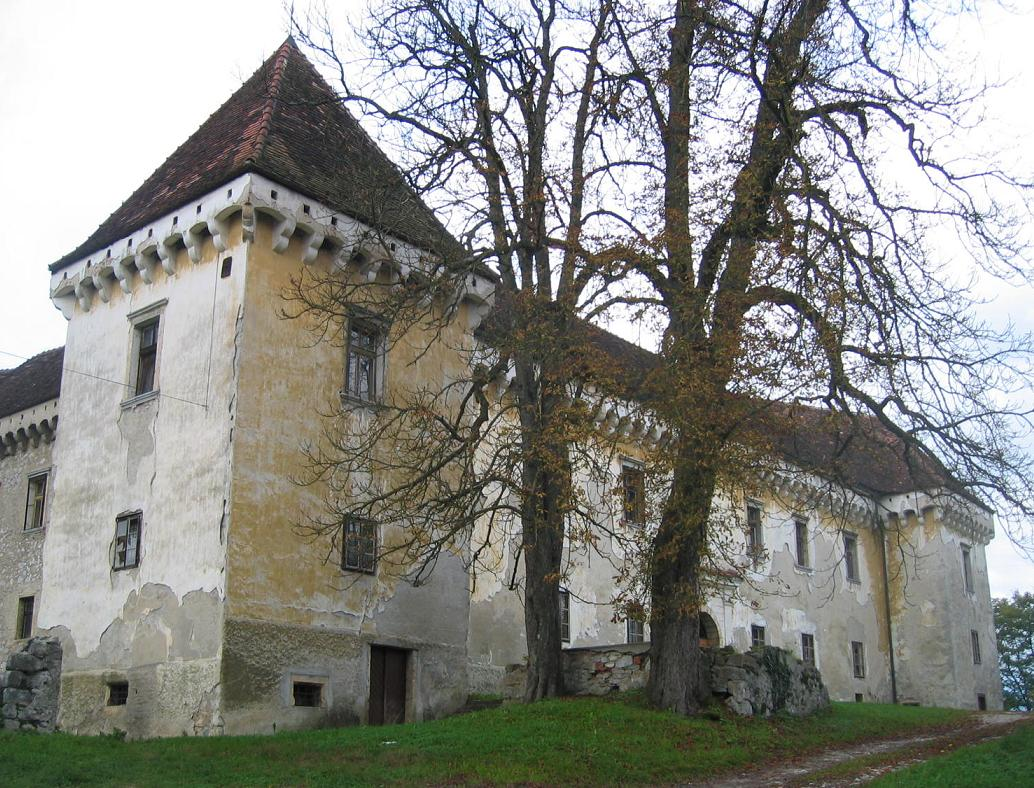
Замок Крумперк (перші записи про замок датуються 1338 р.)

Горюша (словен. Gorjuša) — поселення в общині Домжале, Осреднєсловенський регіон, Словенія. 
Висота над рівнем моря: 335,2 м.